# Liability (chanson de Lorde)
 (juin 2017).
Liability est une chanson de l'artiste néo-zélandaise Lorde, issue de son deuxième album studio Melodrama. Elle est sortie en single promotionnel le 10 mars 2017 sous le label Republic Records.

## Classements
| Classement (2017)                   | Meilleure position |
| ----------------------------------- | ------------------ |
| Australie (ARIA)                    | 42                 |
| Canada (Hot 100)                    | 62                 |
| Canada (Digital Songs)              | 15                 |
| Écosse (OCC)                        | 52                 |
| États-Unis (Hot 100)                | 78                 |
| États-Unis (Digital Songs)          | 27                 |
| France (SNEP Téléchargement)        | 54                 |
| Irlande (IRMA)                      | 74                 |
| Nouvelle-Zélande (RMNZ)             | 8                  |
| Tchéquie (IFPI Singles Digitál)     | 79                 |
| Royaume-Uni (UK Singles Chart)      | 84                 |
| Slovaquie (Singles Digitál Top 100) | 89                 |
| Suisse (Schweizer Hitparade)        | 86                 |

## Utilisation à la télévision ou au cinéma
Liability ouvre l'épisode spécial J'emmerde tout le monde, sauf les blobs marins de la série télévisée Euphoria.